# Ballerina con bouquet sulla scena
Ballerina con bouquet sulla scena (Danseuse au bouquet, saluant sur la scène) è una pastello a guazzo su carta del pittore francese Edgar Degas, realizzato intorno al 1877 e conservato al museo d'Orsay di Parigi.

## Descrizione
Il soggetto raffigurato da Degas è quello della ballerina che saluta il pubblico plaudente, alla fine del numero, con un variopinto bouquet di fiori in mano. La dinamica soluzione visiva proposta restituisce un'immagine quasi fotografica, fatto che non mancò di colpire gli osservatori del dipinto, colpiti anche dalla violenza con cui la luce proiettata sulla scena colpiva gli incarnati delle fanciulle, resa attraverso zone piatte di pastello bianco. Notevoli le qualità cromatiche del pastello, impostato su tonalità chiare e trasparenti.
Quest'opera è particolarmente pregnante in quanto Degas rivela con disincantato realismo le difficili condizioni di vita che tormentavano le aspiranti ballerine. Molte fanciulle di umilissimi condizioni, infatti, riconoscevano nel balletto una possibilità di riscatto e di ascesa. Questi petit rats de l'Opéra, tuttavia, venivano spesso sottoposti alle ruffianerie degli abbonati al teatro, che in questo modo cessava di essere un luogo deputato al godimento delle rappresentazioni sceniche e assumeva i sinistri connotati di un «mercato di fanciulle», per riportare il graffiante commento di Hippolyte Taine.
È in questo modo la posa graziosa e lieve della ballerina in primo piano inizia a rivelare in realtà una grandissima tensione, dovuta al logorio di anni di allenamenti. Per il medesimo processo, ci si accorge ben presto il suo colorito pallido non corrisponde affatto a una tipologia fisica popolare, bensì a una situazione di estremo malessere e disagio. Di seguito si riporta uno stralcio di Ballerina, il poema che Degas dedicò alle sue giovani muse:
(Huit sonnets, La Jeune Parque, Parigi, 1946)